# Gornja Papratnica
Gornja Papratnica je naseljeno mjesto u općini Kakanj, Federacija Bosne i Hercegovine, BiH.

## Stanovništvo

### 1991.
Nacionalni sastav stanovništva 1991. godine, bio je sljedeći:
ukupno: 142
- Muslimani - 90
- Srbi - 25
- Jugoslaveni - 1
- ostali, neopredijeljeni i nepoznato - 26

### 2013.
Nacionalni sastav stanovništva 2013. godine, bio je sljedeći:
ukupno: 60
- Bošnjaci - 60